# Вандельберт Прюмский
Вандельбе́рт (Вандальберт) Прю́мский (англ. Wandelbert; фр. Wandalbert; лат. Wandalbertus Prumiensis; 813 год — после 870 года) — латиноязычный автор раннего Средневековья; монах Прюмской обители в городе Прюм, Бельгия, славившейся в средние века.

## Биография
По его собственным словам, Вандельберт родился в 813 году. Юным вступил в Прюмский монастырь в Лотарингии. Его главным занятием было изучение латиноязычной литературы и особенно поэзии, при этом будучи монастырским наставником. Ему пришлось преодолеть множество препятствий, ведь кроме варваризмов, которыми тогда был полон латинский язык, известно, что, по примеру Карла Великого, Ахенский императорский двор давал преимущество в своих обширных владениях тевтонскому наречию. Вандельберт постарался вернуть и сохранить чистоту древнеримского языка.
Есть свидетельства, что Вандельберт жил ещё в 870 году; точная дата смерти не известна.

## Труды
Сочинения Вандельберта Прюмского хвалили при дворе Людовика I Благочестивого и его наследников. Главные из них:
- «Martyrologium», жития мучеников в латинских стихах, написано около 25-го года царствования Лотаря I (ок. 848 года); 360 стихотворений — каждое содержит в себе житие святого или святой на каждый день года; включало также предисловие, посвящение Лотарю, предварительные рассуждения и проч. (было издано Люком д’Ашери).
- «Житие святого Гоара». Первая часть жития была написана ещё 200 лет до этого, но таким варварским языком, что по просьбе настоятеля Прюмского монастыря Вандельберт взялся исправить слог; он прибавил также им написанную вторую часть, повествующую о чудесах на могиле святого от его смерти до 839 года, когда была составлена эта часть (три издания: 1/ в одном сказании, вышедшем в Майнце в 1489 г.; 2/ в собрании Суриуса (Surius); 3/ в «Acta Sanctorum» Мабильона, т. 2 стр. 276—299).
- «Hexameron» — поэма о сотворении мира за шесть дней.